# Beta-glicosidases
β-glicosidases  ou β-glicosídeo glicosil hidrolases representam um grupo de
enzimas com funções variadas e fazem parte da família das glicosil hidrolases. Esta classe de
glicosilase catalisa normalmente a hidrolise de ligações glicosídicas β-1,4, β-1,3 e β-1,6 a partir da 
extremidade não redutora de oligossacarídeos de cadeias pequenas, alquil e aril β-D-glicosídeos. Alguns exemplos são capazes de hidrolisar também β-D-galactosídeos, α-L-arabinosídeos, β-D-xilosídeos, β-D-fucosídeos. . Estão também envolvidas em reações de transglicosilação de ligações β-glicosídicas em conjugados glicosídicos. Variações de β-glicosidases estão distribuídas em todos os tipos de organismos e possuem papéis importantes em diversos processos biológicos, 
dependendo da localização e do sistema biológico em que essas reações 
ocorrem.. Em microorganismos celulolíticos, por exemplo, elas são membros da família de enzimas celulolíticas que agem de maneira sinérgica convertendo celulose a glicose e esta pode ser convertida a etanol. Neste caso as  β-glicosidases convertem resíduos de celobiose a glicose ou mesmo resíduos de celooligossacarídeos.

## Velocidade de Reação
B-glicosidases, possuem alta especificidade para β-D-glicosídeos e participam de diversas vias como, biossíntese de metabólitos secundários, degradação de celulose e linamarina entre outras e são assim capazes de hidrolisar diferentes substratos. Estas enzimas podem receber diferentes denominações de acordo com o substrato que hidrolisam e estes diferentes substratos sintéticos ou naturais são utilizados para determinação da atividade ou velocidade de reação da enzima. Alguns substratos naturais comuns são a linamarina, prunasina e amigdalina (glicosídeos cianogênicos), salicina (glicosídeo fenólico), celodextrinas, gentiobiose, apigenina, genistina e daidzina (isoflavonas), arbutina, laminarina, liquenano. E substratos sintéticos 4-metilumbeliferil-beta-D-glicopiranosídeo, 4-nitrofenil-beta-D-glicopiranosídeo, 6-bromo-2-naftil-beta-D-glicopiranosídeo, (1-4)-beta-D-glucosil-D-mannobiose, (S)-citronelil beta-D-glucopiranosideo, entre outras variações que possuem diferentes grupos em ligação beta com o D- glicopiranosídeo. Estas diversas variações podem ser utilizadas para rastrear além da atividade o tamanho do sítio catalítico da enzima.
A velocidade de reação de uma enzima pode ser descrita pela equação ao lado e esta velocidade de reação pode ser determinada pela variação na formação de produtos ou no consumo de substratos : V= ∆ [S]/ ∆ t   ou  V= ∆ [P]/ ∆ t.

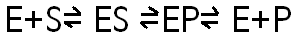
Velocidade de reação

Para a enzima em questão a determinação da velocidade é feita pela formação de produtos ao longo do tempo em ensaios descontínuos. Neste caso a enzima é incubada com o substrato específico na presença de tampão e na temperatura adequada, após tempos pré-determinados a reação é paralisada pela desnaturação da enzima ou pela adição de base ou ácido. A quantificação da atividade deve ser feita utilizando uma curva padrão (Absorbância X nmol de produto formado). 
A velocidade deve ser medida em intervalos de tempo curtos, ou seja, velocidade inicial. A velocidade varia com a concentração de substrato, então se deve assegurar que apenas uma parte do substrato tenha sido consumida. Considera-se que a [S] permanece praticamente constante nos tempos iniciais de reação. 

### Exemplo
Utilizando o substrato p-nitrofenil-beta-D-glicopiranosídeo (pNP-β glic).
A enzima é incubada com o substrato pNP-βglic em temperatura e pH pré determinadas. A reação é paralisada ao longo do tempo pela adição de carbonato de sódio (ou seja, basificação do meio), nestas condições o produto p-nitrofenol liberado reage com a base, formando o p-nitrofenolato de coloração amarelada que pode ser quantificado em espectofotômetro em 410 nm.

As enzimas podem ainda possuir a velocidade estimulada devido a presença de íons e compostos sem necessariamente estes sejam essenciais para atividade. Muitos íons e compostos foram descritos como estimulantes da atividade de β-glicosidase como cálcio, para bgls de Aspergillus niger, Clostridium stercorarium, Talaromyces thermophilus,  cobalto, para Aspergillus japonicus, Zea mays, ferro para Aspergillus sp., magnésio para bgls de Pectobacterium carotovorum, Daldinia eschscholzii, manganês para Talaromyces thermophilus entre outros íons. Dentre os compostos ativadores podemos citar mercaptoetanol, DTT e alcoóis como etanol, metanol, butanol, propanol. B-glicosidase de Thermoascus aurantiacus possui aumento de 20-30 % em sua atividde na presença de metanol e para Ceratocystis paradoxa houve 160 % de ativação.

## Purificação
Β-glicosidases de diversos organismos e plantas já foram purificadas com o objetivo de conhecer suas características moleculares e cinéticas. Diversas técnicas podem ser utilizadas para este fim e a filtração em gel também conhecida como exclusão molecular, pode ser utilizada para estimar a massa molecular da enzima purificada. Este tipo de cromatografia acoplada a técnica de eletroforese em gel de poliacrilamida, permite ainda saber em alguns casos se a proteína é dimérica, trimérica ou tetramérica. Outras técnicas mais apuradas como difração de raio x e  espectrometria de massas também são utilizadas para este tipo de análise.
O tamanho e a forma destas enzimas variam bastante dentro das diversas formas de vida. Enquanto algumas bgls possuem uma estrutura monomérica simples com cerca de 35 kDa de massa molecular Pleurotus ostreatus e 55 kDa Homo sapiens, alguns monômeros chegam a 110 kDa como de Fusarium oxysporum.  Outras bgls são diméricas com massas variando de 160 a 240 kDa para algumas espécies de fungos, por exemplo, Aspergillus niger com 223 kDa, Aspergillus oryzae 218 kDa, 230 kDa (isoforma I) Penicillium funiculosum  e ainda diméricas com massas menores como 50 kDa para Penicillium decumbens, 18 kDa (isoforma II) Penicillium funiculosum.  Algumas são descritas como trímeros em torno de 300 kDa e ainda como tetrâmeros  ou octâmeros. Para Evernia prunastri foi descrito uma β-glicosidase multimérica com subunidades de 60-70 kDa.

## Determinação Parâmetros Cinéticos: Ks e Vmax
Diversas β-glicosidases já foram purificadas como descrito acima o que permite a obtenção de parâmetros cinéticos que descrevem as características da enzima.Estes parâmetros podem ser determinados quando se obtem o valor da velocidade inicial da reação em diferentes concentrações do substrato utilizado.  Para obtenção de valores acurados deve-se fazer o ensaio em diversas faixas de concentrações do substrato, concentrações até 10 vezes mais altas que o valor de Ks devem ser utilizadas para garantir que a Vmax foi atingida. Deve-se também manter a temperatura e a concentração da enzima constante ao longo dos ensaios. A constante Ks muitas vezes pode ser associada a afinidade da enzima pelo substrato, assim muitos estudos são feitos comparando o valor de Ks para diferentes substratos. Uma Ks menor indica maior afinidade da enzima por determinado substrato, ou seja maior parte da enzima total estará na forma ligada ao substrato. A Vmax está relacionada a Kcat que indica a capacidade de catálise da enzima em questão sobre o substrato estudado e depende da concentração de enzima utilizada no ensaio. A eficiência catalítica (Kcat/Ks) também pode ser utilizada para comparar diferentes substratos hidrolisados pela mesma enzima, ou para comparar enzimas de diferentes organismos atuando sobre o mesmo substrato. Estas constantes são descritas pela cinética de Michelis-Mentem e o plot de V X [S] gera uma curva hiperbólica. Para linearização dos dados e cálculo das constantes utiliza-se o plot de Lineweaver-Burk.

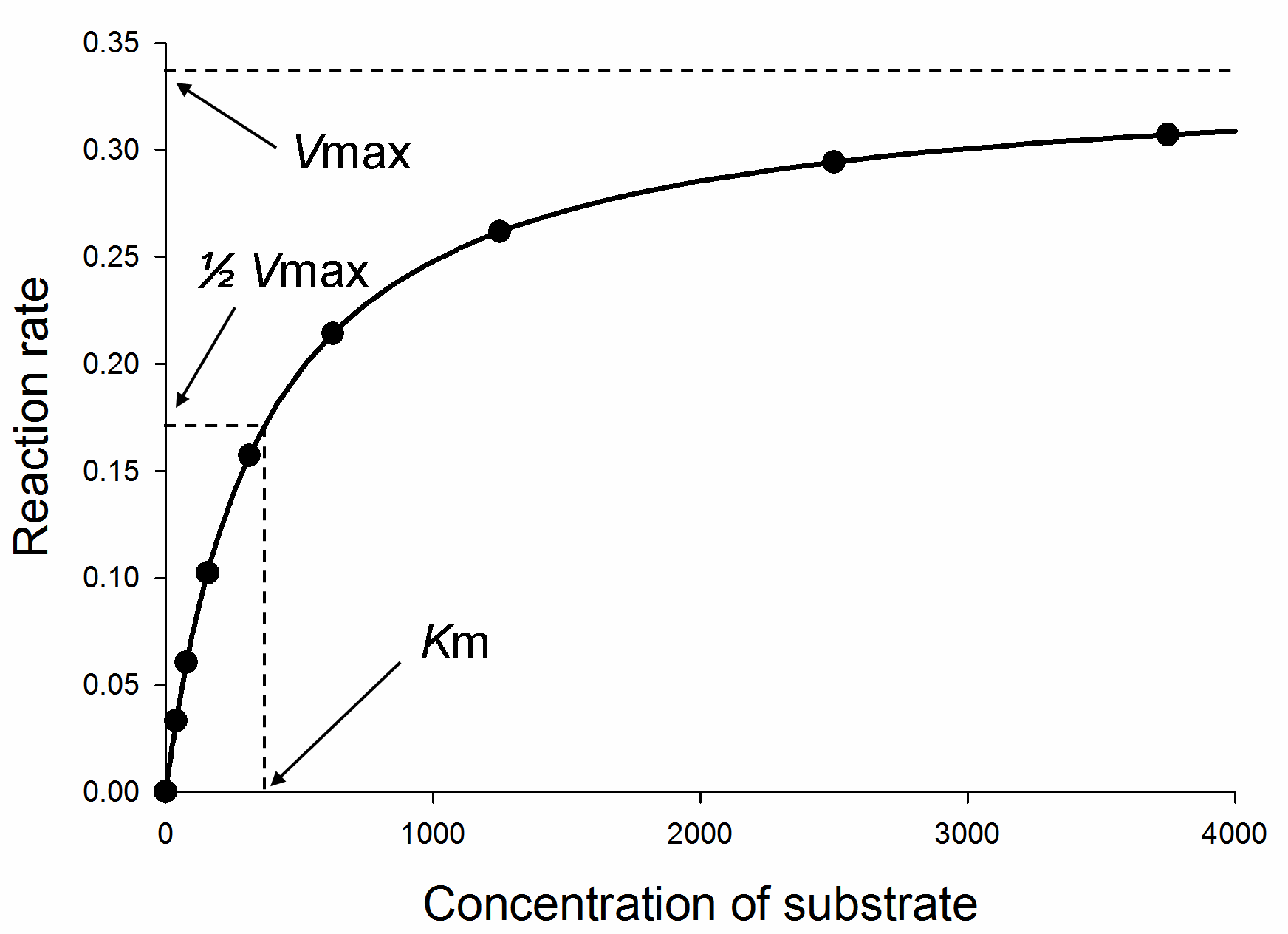
MM curve

Na literatura pode se encontrar valores de Km para β-glicosidases de diversos organismos sobre diferentes substratos.  Para o substrato pNP-βglic encontramos valores de Km variando de 0,001 mM para Penicillium funiculosum até 5,1 mM para Penicillium purpurogenum e de 10,34 mM para mutantes de Avena sativa. Para o substrato natural celobiose esse valor varia ainda mais de 0,002 mM para P. funiculosum até 220 mM para Schwanniomyces etchellsii.  Para a espécie P. decumbens foi determinada a afinidade de β-glicosidase sobre diversos substratos, neste caso a enzima apresentou maior afinidade pelo substrato pNP-βglic quando comparado com as isoflavonas daidzina e apigenina, 0,97 mM e 0,54 mM respectivamente e de 0,83 mM para gentiobiose.
Estudos demonstraram eficiências catalíticas de até 1640 s/mM sobre pNP-βglic, para Thermotoga maritima e de apenas 6,4 s/mM para Oriza sativa.   Para Rhynchophorus palmarum foi descrito uma eficiência de 134,9 s/mM sobre celobiose e de 0,0085 s/mM para Oriza sativa.

## Inibição
Inibidores são substâncias (íons, compostos ou mesmo substratos), que se ligam de forma não covalente a enzima diminuindo a velocidade de reação. Estudos de inibição podem indicar a  especificidade de uma enzima, arquitetura química e física do sítio ativo e o mecanismo cinético de reação. Muitas enzimas podem ser inibidas pelos produtos das reações que catalisam. B-glicosidases por exemplo, hidrolisam celobiose e celodextrinas a glicose, e são assim competitivamente inibida por glicose. 
Os inibidores podem atuar de diferentes maneiras. Dentre os tipos de inibição mais comuns podemos citar inibição competitiva, inibição não-competitiva, inibição acompetitiva, inibição competitiva parcial, não-competitiva parcial e mista linear.
Para β-glicosidases foram relatadas inibição competitiva e inibição não competitiva.
Na inibição competitiva o inibidor apresenta semelhança estrutural com o substrato e compete com este pelo mesmo sítio ativo na enzima, assim quando o inibidor se liga o substrato não é mais capaz de se ligar.

Reaction scheme competitive enzyme inhibition

Na inibição não competitiva o inibidor se liga a uma região diferente do sítio ativo e assim não impede a ligação do substrato, mas a ligação do inibidor impede a catálise pois causa uma reorganização do sítio ativo. Neste caso o inibidor permite a ligação do substrato mas não a catálise.

Reaction scheme non-competitive enzyme inhibition

Nestes dois casos o tipo de inibição pode ser determinado analisando-se os gráficos recíprocos de 1/V x 1/[S] em diferentes concentrações do inibidor estudado.  Na inibição competitiva à medida que se aumenta a concentração do inibidor no meio ocorre aumento de Ksap e a Vmax permanece a mesma. Na inibição não competitiva o valor de Ks permanece o mesmo e a Vmax ap diminui, com o aumento da concentração do inibidor. O valor de Ki pode ser obtido pelo gráfico de Dixon ou pelo replote das inclinações do gráfico de Lineawer Burk. Quanto menor a constante de inibição maior o grau de inibição a uma dada [S] e [I].
Dentre as constantes de inibição presentes na literatura para β-glicosidases,  determinadas utilizando pNP-βglic como substrato, podemos citar Ki de 1,6 mM para Caldicellulosiruptor saccharolyticus quando D-glucono-1,4-lactona é utilizado como inibidor, 0,41 mM para Pichia pastoris quando p-/o-nitrofenil-beta-D-fucopiranosideo é o inibidor e de 0,84 mM quando tiofenil beta-D-glicopiranosideo é o inibidor para Sus scrofa. Para bgl de  Zea mays podemos dizer que o ácido 1-naftilacético é um inibidor mais potente que a glicose, com Ki de 0,48 mM e 148 mM, respectivamente. Para Aspergillus Oryzae, gluconolactona ( Ki 0,07 mM)  é um inibidor mais potente que D-manose, D-glicuronamida, D-sorbose, D-glicoheptose e mio-inositol, com valores de Ki de 54 mM, 130 mM, 160 mM, 330 mM, 440 mM. Estes exemplo relatam o tipo de  inibição competitiva. β-glicosidases são comumente inibidas competitivamente por glicose quando utilizamos pNp-βglic como substrato, com Ki de 0,25 mM para Bgl de Talaromyces emersonii, 0,35 mM para Bgl de Acremonium persicinum, 3 mM para Aspergillus Niger, 5,13 mM para Aspergillus ornatus, 200 mM para Candida sake. Assim a glicosidase de Talaromyces emersonii  é mais inibida por glicose que a glicosidase de Candida sake.
Para Scytalidium lignicola  a β-glicosidase foi inibida não competitivamente por glicose ao se utilizar pNP-βglic como substrato e apresentou Ki de 5 mM. Este tipo de inibição foi também encontrado para β-glicosidase de pichia etchellsii expressa em E. coli com Ki de 300 mM e em Lezites trabea Ki de 2,7 mM e em Aspergillus ornatus, mas neste caso quando utiliza-se celobiose, gentiobiose e laminaribiose como inibidores.

## Efeito pH
Um dos fatores que influenciam a atividade da enzima é o pH, pois o sítio ativo das enzimas é composto por aminoácidos que possuem cadeias laterais ionizáveis  e estas cadeias devem estar na forma iônica adequada para que possam manter a forma do sítio ativo, se ligar ao substrato e promover sua catálise. O ambiente ao redor destes grupos ionizáveis pode ser variado nas diferentes enzimas devido a natureza química dos aminoácidos presentes no sítio ativo, este fator faz com que um mesmo grupo ionizável possa possuir diferentes valores de pka, assim alguma enzimas são mais ativas ou estáveis em faixas de pH mais ácidos e outras em faixas de pH mais básicas.  A determinação dos valores de pks dos grupos ionizáveis presentes no sítio catalítico podem ser obtidas pelos gráficos recíprocos de 1/V x 1/[S] em diferentes valores de pH, estes fornecerão diferentes valores de inclinação (Vmax/Ks) a partir da qual pode-se determinar os pKs.
Na literatura foram descritas β-glicosidases com características ácidas, neutras e básicas. A maioria das β-glicosidases possuem atividades ótimas entre valores de pH 5,0 e 6,0, de Homo sapiens foi descrita como possuindo pH ótimo perto de 5,0 e ainda bgls de Aspergillus japonicus, Apis mellifera (Abelha) e Citrus sinensis (laranja) também possuem atividade ótima neste mesmo pH. Em valores de pH extremos pode-se encontrar enzimas de alguns fungos, Aspergillus aculeatus pH 3,0, Rhizomucor miehei pH 8,0,  bactérias, Lactobacillus brevis pH 3,5, Agrobacterium tumefaciens pH 7,2  , plantas, Oryza sativa pH 3,7, Glicine Max pH 7,0 e insetos, Chilo suppressalis 9,0. 

## Efeito Temperatura
Outro fator que influencia a velocidade de reação de uma enzima é a temperatura. Temperaturas mais altas fornecem maior energia cinética às moléculas do substrato, aumentando o número de colisões entre este e a enzima. No caso de enzimas sua atividade catalítica é mantida por uma estrutura terciária que mantem os grupos catalíticos em posições específicas para que a catálise ocorra. A estrutura terciária é mantida por inúmeras ligações fracas não covalentes, fazendo com que a estrutura seja frágil. Em temperaturas muito altas, a molécula pode armazenar muita energia e a enzima perde sua estrutura, causando desnaturação e consequente perda de atividade. 
A estabilidade da enzima frente a temperatura depende de diversos fatores como pH e a força iônica do meio, e a presença ou ausência de ligantes. Substratos se ligam ao sítio ativo da enzima e ajudam a proteger contra desnaturação. Enzimas com estruturas mais simples, ou seja monoméricas são mais estáveis que proteínas oligoméricas.
A maioria das β-glicosidases estudadas são estáveis  em temperaturas de 30 a 50 0C, para Schwanniomyces etchellsii não houve perda de atividade após 8 h a 40 0C. Também são encontradas enzimas estáveis a altas temperaturas de 80 a  120 0C, glicosidases pertencentes a este grupo são produzidas por organismos termofílicos como Pyrococcus furiosus, com meia vida de 85 h a 100 0C, Sulfolobus solfataricus com atividade residual de 85 % após 5h a 85 0C, Thermus sp. com meia vida de 5 dias a 80 0C. β-glicosidases estáveis apenas em baixas temperaturas também foram descritas, Metschnikowia pulcherrima meia vida de 5 h a 23 0C, Scytalidium lignicola estável por 24 h a 30 0C.

## Mecanismo de Reação
β-glicosidases atuam sobre seu substrato basicamente por dois mecanismos de reação descritos
por Koshland, os mecanismos de retenção (mecanismo clássico) ou de inversão.

### Inversão
No mecanismo de inversão ocorre a inversão da configuração anomérica do glicosídeo liberado em uma única etapa. As reações ocorrem com a assistência ácido/básica da cadeia lateral de dois aminoácidos, geralmente aspartato ou glutamato.

### Retenção
O mecanismo de hidrólise com retenção de configuração ocorre em duas etapas, sendo conhecido como mecanismo de deslocamento duplo e envolve um intermediário covalente ezima-glicosídeo. 

Como descrito acima β-glicosidases utilizam um glutamato/aspartato em seu sítio catalítico para o mecanismo de catálise. Análises realizando modificações químicas na estrutura da proteína ou mais especificamente em seu sítio catalítico permitem saber a natureza dos grupos que participam do processo de catálise. Os reagentes reagem covalentemente com o grupo específico na cauda n-terminal dos aminoácidos presentes no sítio catalítico e atuam como inativadores, causando mudança na atividade da enzima por impedir a participação dos resíduos catalíticos e assim permite saber qual resíduo de aminoácido é importante para atividade da enzima em questão. Diversos reagentes químicos podem ser utilizados para este tipo análise, como EDC (Etil diamino propil carbodiimida) que reage com Asp e Glu, dietilpirocarbonato que reage com His, Tetranitro metano que reage com Tyr, N-bromo succinimida reage com Trp e fenil glioxal para Arg.

## Famílias
BGLs (β-glicosidases) fazem parte de um grupo heterogêneo de exo-glicosil hidrolases e têm sido classificadas principalmente, nas famílias 1 e 3 das glicosídeo hidrolases, com base em suas seqüências de aminoácidos. Recentemente algumas BGLs foram classificadas também nas famílias 5, 9, 30 e 116.
I. Família 1Inclui β-glicosidases de bactérias, plantas e mamíferos que possuem atividade de galactosidase, em adição a atividade de β-glicosidase. Estas atiidades são encontradas no mesmo sítio catalítico com valores de Kcat similares, mas com valores de Km mais altas para galactosídeos. BGls se dobram em uma estrutura de TIM barril e atuam por um mecanismo de β retenção utilizando um glutamato no sítio catalítico como nucleófilo.
II. Família 3Inclui β-glicosidases, α-L-arabinofuranosidases, β-D-xilopiranosidases and N-acetil-β-D-glucosaminidases de microorganismos. Sua classificação é baseada em similaridades das seqüências de nucleotídeos e aminoácidos dos genes correspondentes. Possuem poucas estruturas de BGLs resolvidas e essas utilizam um aspartato no ataque nucleofílico e um glutamato como próton doador.
III. Família 5Uma das maiores família de glicosil hidrolases e inclui uma variedade de endoglucanases e endomananases assim como exoglucanases, β-glicosidases, β-manosidases, entre outras atividades. Nesta família estão inclusas enzimas de arqueas, bactérias e eucariotos, principalmente fungos e plantas. Estas enzimas atuam por um mecanismo de deslocamento duplo ( retenção) e ambos resíduos catalíticos neste caso são glutamatos. Estas enzimas se dobram em estrutura de TIM barril.
IV. Família 9Possui glicosil hidrolases com atividade de celulases. Todas as celulases conhecidas de plantas pertencem a esta família, e a maioria dos outros membros são eubactérias, duas arqueas e alguns fungos. Estas celulases atuam por um mecanismo de inversão de configuração e utlizam um aspartato no ataque nucleofílico e um glutamato como próton doador. 
V. Família 30Contém glicosil hidrolases com atividades de β-glicosilceramidase (β-glicosidase), β-1,6-glicanase e β-xilosidase. Inclui enzimas apenas de bactérias e eucariotos e as enzimas atuam por mecanismo de retenção, β-glicosilceramidase necessitam de uma proteína ativadora e de fosfolipídeos carregados negativamente para atividade. Algumas estruturas foram resolvidas e as enzimas se dobram em estrutura de TIM barril.
VI. Família 116Esta família foi recentemente descoberta caracterizando novas glicosidases da arquea hipertermofílica sulfolobus solfataricus e contem atividades de glicosidase ácidas, β-glicosidase e β-xilosidase de arqueas, bactérias e eucariotos. Estas enzimas são específicas para glico e xilosídeos em ligações beta com grupos hidrofóbicos que são hidrolisados pelo mecanismo de retenção. Estas glicosidases utilizam um resíduo de glutamato como nucleófilo catalítico e uma aspartato como próton doador. β.

## Aplicações
Algumas utilizações das β-glicosidases têm sido sugeridas para bioconversão de resíduos lignocelulósicos para produção de etanol, devido aos benefícios ambientais positivos dos biocombustíveis; e também podem ser aplicadas no processo de fabricação de papel; na conversão de biomassa para produção de adubo para o cultivo de cogumelos comestíveis; além de possuir aplicações na agricultura e na indústria de alimentos, indústrias químicas, farmacêuticas e têxteis. 
Na indústria de alimentos β-glicosidases principalmente, tem sido utilizadas para clareamento de sucos de frutas, para aumentar a qualidade nutritiva de alimentos fermentados, remoção da parede celular para liberação de fragrâncias e para extração de ágar a partir de algas.
Na indústria de cerveja são utilizadas para clivar as ligações β-1,3 e β- 1,4 de glicanas presentes em cevadas de baixa qualidade, ajudando no processo de filtração e na indústria de vinhos para aumentar o aroma.
Na industria têxtil são aplicadas para retirada de corantes de tecidos jeans, retirada de microfibrilas ou para restaurar o brilho em tecidos de algodão.
β-Glicosidases, são especialmente aplicáveis em processos como detoxificação de glicosídeos cianogênicos, síntese de β-glicosídeos por transglicosilação como oligossacarídeos, alquilglicosideos e glicoconjugados e na liberação de compostos aromáticos de precursores aromáticos. 
Existe também grande interesse na utilização de enzimas extracelulares como indicadores biológicos da qualidade do solo, devido a relação destas com características do solo como, matéria orgânica, propriedades físicas, atividade microbiológica e biomassa presente. A atividade de β-glicosidase é largamente utilizada para monitoramento da qualidade do solo devido a seu papel central na degradação de celulose que está envolvida no ciclo da matéria orgânica no solo. Pode ser utilizada também para monitorar a presença de compostos fenólicos glicosídicos em óleo de oliva virgem, para indicar a qualidade do azeite. Estes compostos fenólicos possuem benefícios para o organismo como redução de dano oxidativo, perfil protrombótico e inflamação sistêmica.
Alguns estudos recentes demonstraram a utilização de vetores de clonagem contendo β-glicosidase como indicador de clones recombinantes, ao invés do sistema Lac Z ou de um sistema contendo GFP. 
β-Glicosidases podem ainda ser utilizadas na hidrolise de isoflavonas de soja. As isoflavonas, compostos estruturalmente homólogos ao estrogênio humano, são um dos componentes mais benéficos e abundantes encontrado na soja. Este pode estar na forma de agliconas (daidzeína, genisteína e gliciteína) e nas formas glicosídicas com glicose, 6-O-acetilglicosídeo e 6-O-malonilglicosídeo. Estas têm sido associadas com a prevenção de certas doenças como câncer, desordens cardiovasculares e sintomas pós-menopausa. As isoflavonas em sua forma aglicona, que são hidrolisadas por β-glicosidase, são altamente bioativas devido a sua absorção efetiva no corpo humano.  

## Doença de Gaucher
B-glicosidases são estudadas cinética e molecularmente devido a sua gama de aplicações, mas outro fato relacionado aos estudos, é que esta enzima está envolvida no aparecimento de diversas condições em humanos e plantas, sua deficiência ou superexpressão está associada a diversos tipos de câncer e desordens metabólicas. A principal condição humana associada a deficiência desta enzima é a doença de gaucher.
A doença de Gaucher é uma das desordens metabólicas mais prevalentes e é uma doença genética causada pela deficiência de uma β-glicosidase, mais de 200 mutações gênicas foram identificadas como responsáveis pela doença. As mutações afetam a β-glicosidase lisossomal humana, uma enzima associada a membrana, e a torna incapaz de degradar seu substrato glicocerebrosídeo, em ceramida e glicose. 
Apesar da deficiência da enzima ocorrer em todas as células do corpo, o acúmulo de glicocerebrosídeos dentro dos lisossomos ocorre apenas em macrófagos, chamados de células Gaucher. Em alguns casos a doença pode ser causada por uma mutação afetando a proteína saposina C, que é necessária para atividade ótima da β-glicosidase. O acúmulo de substrato dentro dos macrófagos leva a elevação dos níveis séricos de IL-1 b, IL6, TNF a IL 10 e M-CSF. A anormalidade dos macrófagos falha em explicar o largo espectro de  manifestações da doença. Glicocerebrosídeos podem também se acumular no exterior dos lisossomos em outros tipos de células, levando a quebra ou produção de outros complexos glicolipídicos (ex: glicosilesfingosina) que são encontrados em quantidades anormais particularmente no baço. Perda da homeostasi do cálcio relacionada ao acúmulo de glicosilcerebrosídeo nos neurônios contribui para as manifestações neurológicas da doença. O acúmulo em macrófagos leva a danos no tecido e pode ser observado em diversos órgãos como medula óssea principalmente, fígado, baço e parênquima dos linfonodos. A patofisiologia da Doença de Gaucher ainda não é conhecida e o papel patogênico de outros tipos de células ainda deve ser descoberto.
A doença pode se manifestar através de uma grande variedade sintomas, afetando o esqueleto e os sistemas nervoso e hematológico. Existem três tipos clínicos de Doença de Gaucher (GD), baseados na presença e progressão das  manifestações neurológicas. 
O tratamento para GD consiste apenas em medidas paliativas como esplenectomia e tratamento dos sintomas. O desenvolvimento em 1991 da terapia de substituição enzimática (ERT), foi um grande avanço no tratamento da doença. Na terapia de substituição enzimática a primeira β-glicocerebrosidase (alglucerase) utilizada foi extraída a partir de placenta (Glucerase®). Em 1994 foi introduzida no mercado outra enzima engenheirada geneticamente a imiglucerase (Cerezyme®). Em contraste com ERT que visa remover o acúmulo de material estocado dentro do lisossomo, a terapia de redução de substrato (SRT) tem como alvo inibir a síntese da enzima glicosilceramida sintase e assim diminui o acúmulo de glicocerebrosídeos dentro dos macrófagos. Neste caso é utilizado um imino açúcar como inibidor o Miglustat (Zavesca ®). A maioria dos tratamentos apresentaram resultados em paciente com a Doença tipo I.